# Cascade de la Serva
La cascade de la Serva est une chute d'eau du massif des Vosges située sur la commune du Neuviller-la-Roche dans le Bas-Rhin.

## Géographie
La Serva prend sa source dans les tourbières du Champ du feu et afflue dans la Rothaine, à la Haute-Goutte. La géographie de la région autour de la Cascade se la Serva est  caractérisée par des montagnes escarpées, des vallées profondes et des rivières qui coulent à travers les montagnes. La région est souvent couverte de forets denses et est considérée comme l'un des plus beaux endroits de France pour les activités de plein air telles que la randonnée, le camping et la pêche.

## Les légendes autour de la cascade

### La grotte du Déserteur
À proximité de la Serva, se trouve la Grotte du Déserteur qui servit de refuge à un jeune conscrit prénommé Jean durant les guerres napoléoniennes. Le jeune homme, fiancé à une demoiselle Louise du village voisin de la Haute-Goutte, devait retourner dans sa garnison à Strasbourg. En chemin, il est attaqué par des brigands à la solde d'un rival éconduit. On le découvre blessé deux jours plus tard. Comme il est considéré comme déserteur, les villageois le cachent dans la grotte et le soignent, mais il est finalement arrêté un soir alors qu'il se rend chez sa promise.
Celle-ci ne sachant que faire va trouver le Pasteur Oberlin qui lui recommande d'aller plaider sa cause auprès de l'archiduchesse Marie-Louise d'Autriche, fiancée de Napoléon. La jeune fille se jette aux pieds de la future impératrice et la supplie de l'aider. Jean est alors reconnu innocent et libéré. Le couple se marie et vécut heureux à la Haute-Goutte

### La Demoiselle de la Serva
Une fée à la chevelure verte comme les herbes du fond du ruisseau, vêtue d'une robe argentée tissée dans les écailles de poissons vivrait dans les eaux cristallines du ruisseau. C'est sa colère qui se manifeste quand le vent du Nord rugit sur les sommets vosgiens.